# Ayumi Hamasaki
Ayumi Hamasaki (jap. 浜崎あゆみ lub 濱崎歩 Hamasaki Ayumi; ur. 2 października 1978 w Fukuoce) – japońska piosenkarka muzyki j-pop. W swojej dotychczasowej karierze wydała siedemnaście pełnych albumów, pięć kompilacji, pięćdziesiąt dwa single, dziesięć wideo albumów, siedemdziesiąt dwa teledyski, trzynaście B-side, dwa projekty wspólnie z innymi artystami i dwadzieścia DVD z koncertów.

## Życiorys
Ayumi Hamasaki urodziła się w japońskiej prefekturze Fukuoka. Po opuszczeniu rodziny przez ojca, matka Hamasaki ciężko pracowała w celu utrzymania rodziny, więc Ayumi zajmowała się babcia. W dzieciństwie chciała zostać modelką, jednak w przyszłości okaże się, że jest za niska. Poza tym pracowała w banku, przez co bardzo ciężko byłoby jej pogodzić te sprawy.
Jako nastolatka przeprowadziła się do Tokio. Występowała w serialach i rozmaitych tanich produkcjach filmowych. Tańczyła i śpiewała w klubach nocnych, gdzie została dostrzeżona przez Maxa Matsuurę – jej przyszłego producenta. Zaczęła uczęszczać na lekcje śpiewu. Wyjechała do Nowego Jorku, by tam szlifować talent wokalny. Matsuura zaproponował, by sama napisała teksty, których mogłaby użyć na swojej płycie.
A Song for XX jest oficjalnie debiutanckim albumem piosenkarki.
1 stycznia 2011 roku Ayumi wyszła za austriackiego modela Manuela Schwarza. Ślub odbył się w Las Vegas.

## Kariera

### 1995: Nothing from Nothing
Po raz pierwszy szerszej publiczności Ayumi zaprezentowała się wraz z wydaniem singla Nothing from Nothing, pochodzącego z albumu o tej samej nazwie, z gościnnym wystąpieniem Dohzi-T i DJ Bassa pod szyldem Columbii Japan. Samo wydawnictwo nie odniosło sukcesu, co spowodowało, że wytwórnia postanowiła zakończyć współpracę z Hamasaki.

### 1998–1999: A Song for XX i LOVEppears
Hamasaki zadebiutowała w wytwórni Avex Trax 8 kwietnia 1998 roku wydając swój pierwszy singiel poker face. Płyta znalazła się na 22. miejscu w rankingu Oricon. Drugim singlem wydanym w 1998 roku był singel YOU (znalazł się na 12. pozycji), a następnie single Trust (5 sierpnia), For My Dear... (7 października) i Depend on you (9 grudnia). Każdy z nich osiągał wyższą pozycję od poprzedniego. Piosenki z Depend on you zostały wykorzystane w grze video Thousand Arms. Ayumi wydała swój debiutancki album A Song for XX 1 stycznia 1999 roku, który okazał się sukcesem – sprzedano 1 451 910 kopii płyty. Za swoje osiągnięcia zdobyła Japan Gold Disc Award w kategorii „Najlepszy Nowy Artysta Roku” (ang. „New Artist Of The Year”). Po spektakularnym debiucie wydano pierwszy album remiksowy ayu-mi-x.
WHATEVER zostało szóstym singlem, zapowiadającym wraz z następnym krążkiem LOVE ~Destiny~, kolejny longplay Hamasaki. Singel A został wydany w sierpniu 1999 roku, został najlepiej sprzedającym się singlem w karierze piosenkarki (sprzedano 1 670 000 egzemplarzy). 10 listopada 1999 wyszedł drugi album Hamasaki LOVEppears, który sprzedał się w ilości 2 562 130. Promowały go również wydane po jego premierze single – appears (10 listopada), kanariya (8 grudnia) i Fly high (9 lutego 2000 roku). Album zaprezentował także zmiany w tekstach piosenkarki. Chociaż teksty LOVEppears nadal dotyczyły samotności, wiele z nich zostało napisane z perspektywy trzeciej osoby. W celu dalszego promowania albumu Hamasaki odbyła swoją pierwszą trasę Ayumi Hamasaki Concert Tour 2000 A.

### 2000–2002: Duty, I am..., RAINBOW
Poczynając od 26 kwietnia, Ayu wydała tak zwaną „trylogię” – single vogue, Far Away (17 maja) i SEASONS (7 czerwca), zapowiadające nowy album Duty, o bardziej rockowym brzmieniu. Sam longplay stał się najlepiej sprzedającym się albumem w karierze Hamasaki – sprzedano ok. 2,9 mln egzemplarzy. Tego samego dnia (27 sierpnia) wydano singel SURREAL, a 1 listopada AUDIENCE. W 2001 roku ukazała się pierwsza kompilacja – A BEST, z największymi hitami Hamasaki oraz trzema nagranymi piosenkami na nowo w celu ukazania zmian w głosie Ayumi. Jest to do dzisiaj najlepiej sprzedające się wydawnictwo Ayu w Japonii – sprzedano 4 295 353 sztuk.
W następnym roku wydano kolejny album I am..., na który składały się w większości piosenki skomponowane przez samą Hamasaki pod pseudonimem „CREA”. Początkowa wizja albumu została zmieniona przez piosenkarkę ze względu na ataki z 11 września. Okładka albumu miała przedstawiać Hamasaki jako „muzę pokoju”. Powstała również piosenka a song is born, dotycząca tychże zamachów, która została singlem śpiewanym w duecie z Keiko Yamadą jako część charytatywnej akcji wytwórni Avex Trax Song Nation. Z powodu zmian premiera albumu przeciągnęła się na styczeń 2002 roku. Singlami pochodzącymi z tego albumu są m.in.: przewodni M (13 grudnia 2000 r.), evolution (31 stycznia 2001), Endless sorrow (16 maja) oraz wydany tylko w Belgii, Hiszpanii i Niemczech pierwszy europejski singel Connected (7 kwietnia 2003 r.). W roku 2002 również dała pierwszy koncert poza granicą Japonii – podczas uroczystości rozdania nagród MTV Asia w Singapurze. Odbyły się również dwie trasy koncertowe promujące album – Ayumi Hamasaki ARENA TOUR 2002 A i Ayumi Hamasaki STADIUM TOUR 2002 A. Jeszcze w tym samym roku, 18 grudnia został wydany nowy album RAINBOW, dosyć zróżnicowany muzycznie. Sama Hamasaki rozpoczęła pisanie tekstów z uwzględnieniem partii w języku angielskim, co miało na celu uczynić jej twórczość bardziej dostępną w innych krajach. Album promowały trzy single – Free & Easy (24 kwietnia 2002 r.), H (24 lipca) oraz Voyage (26 września), z krótkim filmem Tsuki ni Shizumu.

### 2003–2006: MY STORY, (miss)understood, Secret
W 2003 roku Ayumi wydała trzy single: &, forgiveness oraz No way to say. Aby uczcić wydanie jej trzydziestego singla (forgiveness), odbył się koncert w Yoyogi National Gymnasium. Wydała też swój pierwszy EP Memorial address w formacie CD+DVD. Podobnie jak jej poprzednie albumy, Memorial address znalazł się na szczycie listy Oricon i sprzedał się w ponad milionie egzemplarzy. Sprzedaż singli Ayumi zaczęła słabnąć. Choć wszystkie trzy single utrzymywały się na pierwszych miejscach rankingu Oricon, & był ostatnim singlem, który sprzedał się w ilości ponad 500 tys. egzemplarzy.
W grudniu 2004 roku wydała swój kolejny album MY STORY. W przeciwieństwie do jej poprzednich albumów, MY STORY nie ma z określonego tematu, Hamasaki nie próbowała napisać „czegoś dobrego” lub nawet „czegoś, co da ludziom nadzieję”; raczej po prostu pisała swobodnie i szczerze. W efekcie album zawiera przede wszystkim autobiograficzne teksty jej emocjach i wspomnieniach związanych z jej karierą. Była tak zadowolona z wyniku, że zadeklarowana MY STORY pierwszym albumem, z którym czuła się usatysfakcjonowana. W styczniu zaczęła pracować z Orchestre Lamoureux, powstał album MY STORY Classical – klasyczna wersja MY STORY, a także klasyczna wersja utworu a song is born, który znalazł się w albumie MY STORY Classical, i który Hamasaki wykonała na otwarcie Expo 2005.
W styczniu 2005 roku wyszedł jej kolejny album (miss)understood. Chcąc śpiewać melodię podobnie jak grupa Sweetbox, Hamasaki uzyskała zgodę kompozytora Roberta „Geo” Rosana do korzystania z dema utworów, które miały być wydane w nadchodzącym albumie tego zespołu. Po przeedytowaniu utworów, tak aby pasowały jej osobistej wizji, rezultat był bardziej różnorodny muzycznie niż jej poprzedni album; (miss)understood zawierał ballady, funk, dance-pop, R&B i rockowe piosenki.
Kolejny studyjny album piosenkarki Secret został wydany w listopadzie 2006 roku. Chociaż Secret pierwotnie miał być wydany jako mini-album, Hamasaki „rozpoczęła wypełniać go rzeczami do powiedzenia” przy produkcji albumu i napisała pięć utworów. Album składała się głównie z rockowych piosenek i ballad; w celu ich uzupełnienia Hamasaki eksperymentowała z nowymi technikami wokalnymi.

## Zdrowie
Piosenkarka od początku 2008 roku całkowicie nie słyszy na lewe ucho. Artystka już od kilku lat skarżyła się na szumy uszne. Zdiagnozowano u niej chorobę Ménière’a. Na swoim blogu napisała, że jej lewe ucho „już nigdy więcej nie będzie działać”. Choroba ma na ogół charakter postępujący, w jednym z wywiadów powiedziała, że „stara się wykorzystać limit, który pozostał jeszcze jej prawemu uchu”. Mimo problemów zdrowotnych piosenkarka wyznała, że „wciąż chce być piosenkarką i jako profesjonalistka, wypełniać swe powinności”. 25 marca 2009 roku ukazał się jej kolejny album NEXT LEVEL.

## Dobroczynność
W marcu 2011 roku Hamasaki ofiarowała 35 mln jenów na pomoc humanitarną dla ofiar trzęsienia ziemi i tsunami u wybrzeży Honsiu. Współpracowała także z magazynem mody ViVi sprzedając charytatywne T-shirty.

## Dyskografia
| - 1999: A Song for XX - 1999: LOVEppears - 2000: Duty - 2002: I am... - 2002: RAINBOW - 2004: MY STORY - 2006: (miss)understood - 2006: Secret - 2008: GUILTY - 2009: NEXT LEVEL - 2010: Rock’n’Roll Circus - 2010: Love songs - 2012: Party Queen - 2013: LOVE again - 2014: Colours - 2015: A ONE - 2016: M(A)DE IN JAPAN | - 1995: Nothing from Nothing (jako „Ayumi”) - 2003: Memorial address - 2011: FIVE - 2012: LOVE - 2012: again |

## Filmografia
- 1993: Battle spirits ryûko no ken
- 1995: Nagisa no Shindobaddo
- 1995: Sumomo mo momo
- 1995: Miseinen
- 1996: Gakko II

## Nagrody
1999
- Japan Gold Disc Awards – „Best New Artist of the Year”[2]
- Japan Gold Disc Awards – „Pop Album of the Year”[2] – A Song for XX
- All Japan Request Awards – Grand Prix
- Piąty najbardziej dochodowy artysta roku w Japonii.

2000
- Japan Gold Disc Awards – „Pop Album of the Year”[18] – LOVEppears
- Japan Gold Disc Awards – „Song of the Year”[18] – A
- The Japan Record Awards – „Best Album” – Duty
- The Japan Record Awards – „Gold Prize” – SEASONS
- Najbardziej dochodowy artysta roku w Azji.

2001
- Japan Gold Disc Awards – „Song of the Year”[19] – (M, SEASONS)
- Japan Gold Disc Awards – „Pop Album of the Year”[19] – Duty
- Japan Gold Disc Awards – „Artist of the Year”[19]
- Japan Cable Award – „Grand Prix"
- The Japan Record Awards – „Gold Prize” – Dearest
- The Japan Record Awards – „The Award” – Dearest
- MTV Japan Video Music Awards – „Best Female Artist"
- MTV World Music Awards – „Best Japanese Pop/Rock Artist"
- MTV World Music Awards – „World’s Best-Selling Asian Artist"
- 130 million people choose best artist award – Best artist
- Najbardziej dochodowy artysta roku w Azji.

2002
- Japan Gold Disc Awards – „Pop Album of the Year”[20] – (A BEST, I am...)
- Japan Gold Disc Awards – „Artist of the Year”[20]
- MTV Asia Awards – „Best Female Artist Award"
- MTV Asia Awards – „Most Influential Japanese Artist In Asia” (nagroda specjalna)
- Japan Cable Award – „Grand Prix"
- The Japan Record Awards – „Gold Prize” – Voyage
- The Japan Record Awards – „The Award” – Voyage
- Oricon Awards – „Best selling remix album of the year” (Super Eurobeat presents Ayu-ro mix)
- All Japan Request Awards – „Grand Prix"
- 130 million people choose best artist award – Best artist
- Un-sorted – All Japan Request Award
- Najbardziej dochodowy artysta roku w Azji.

2003
- Japan Gold Disc Awards – „Song of the Year”[21] – (Free & Easy, H, Voyage)
- Japan Gold Disc Awards – „Rock&Pop Album of the Year”[21] – (RAINBOW)
- MTV Japan Video Music Awards – „Best Female Video” – Because of you
- MTV Japan Video Music Awards – „Best Pop Video” – No way to say
- MTV Japan Video Music Awards – „Best Live Performance Presented by Asahi Super Dry"
- The Japan Record Awards – „Gold Prize” – No way to say
- The Japan Record Awards – „The Award” – No way to say
- 130 million people choose best artist award – Best artist
- All Japan Request Awards – „Grand Prix"
- World Music Awards – „Best Japanese Pop/Rock Artist"
- Oricon Chart Awards – „Best Selling Album Title Award"
- Oricon Chart Awards – „Best Hit Award"
- Najbardziej dochodowy artysta roku w Azji.

2004
- Japan Gold Disc Awards – „Rock&Pop Album of the Year”[22] – (A BALLADS, &, Memorial address
- Japan Gold Disc Awards – „Artist of the Year”[22]
- Hito Awards Taiwan – „Best foreign Artist"
- Hito Awards Japan – Moments
- 130 million people choose best artist award – Best artist
- Piąty najbardziej dochodowy artysta roku w Azji.

2005
- Japan Gold Disc Awards – „Song of the Year”[23] – (Moments, INSPIRE)
- Japan Gold Disc Awards – „Rock&Pop Album of the Year”[23] – (MY STORY)
- Japan Gold Disc Awards – „Music Video of the Year”[23] – (A museum ~30th single collection live~)
- World Music Awards – „Best-Selling Japanese Artist"
- Hito Awards Taiwan – Best foreign Artist
- Hito Awards Japan – my name's Women
- Musicnet Awards – „Best Album” – (MY STORY)
- Best Selling solo and female Japanese Artist Awards (Worldwide Award)[24]
- 130 million people choose best artist award – Best artist
- Czwarty najbardziej dochodowy artysta roku w Azji.

2006
- No. 2 ranking for Total Female Artist Album Sales[25]
- No. 1 ranking for Total Female Artist Single Sales (ponad 20 mln kopii)
- Musicnet Awards – „Best Artist"
- Musicnet Awards – „Best Album” – (miss)understood
- Musicnet Awards – „Best Single” – (HEAVEN)
- Musicnet Awards – „Best Concert Video” – (Arena Tour 2005 ~MY STORY~)
- 130 million people choose best artist award – Best artist
- The Japanese artist with all Original Albums ranked no.1 consecutively from Debut Album
- Piąty najbardziej dochodowy artysta roku w Azji.

2007
- Japan Gold Disc Awards – „The Best 10 Albums”[26] – ((miss)understood, Secret)
- Japan Gold Disc Awards – „Million Sales Album Artist Card”[27] – (miss)understood
- RTHK International Awards – „Best Japanese Song of the Year” – Secret
- Hito Awards Taiwan – „Best foreign Artist of 2007"
- Record: Best Selling Female & Solo Japanese Artist in history
- 130 million people choose best artist award – Best artist (2007)
- 4th Best Selling Japanese Artist in history
- Best Selling Japanese Female Artist in history
- Second Best Selling Artist of 2007
- Highest Earning Female Celebrity of 2007
- Asian MUSIC eXtreme Awards 2007 – 2007 Best Asian female single artist
- Pierwsza artystka od 36 lat, która jednocześnie zajmuje dwie pierwsze pozycje na liście albumów
- Drugi najbardziej dochodowy artysta roku w Azji.

2008
- Japan Gold Disc Awards – „The Best 10 Albums”[28] – (A BEST 2 -WHITE-, A BEST 2 -BLACK-)
- MTV Student Voice Awards – „Best Female Artist"
- Mnet KM Music Festival Korea – „Best Pop Artist” (Asia)
- Mnet KM Music Festival Korea – „Best Concert DVD” – (Ayumi Hamasaki – ASIA tour 2007) (Asia)
- Musicnet Awards – „Best Artist"
- Musicnet Awards – „Best Album” – (A BEST 2 -WHITE-/-BLACK-)
- Musicnet Awards – „Best Single” – (talkin’ 2 myself)
- Musicnet Awards – „Best Concert Video” (Asia Tour 2007 A: Tour of Secret)
- Hito Awards Taiwan – „Best foreign Artist"
- Record: Only female and solo artist with 30 number-one singles
- Record: Only female and solo artist with 40 TOP 10 singles
- Record: Artist with most #1 singles within consecutive years
- 130 million people choose best artist award – Best artist
- Best International Female Artist, YAHOO! Hong Kong Buzz Music Awards
- Highest Earning Female Celebrity of 2008 in Asia.
- Drugi najbardziej dochodowy artysta roku w Azji.